# 15e méridien ouest
En géographie, le 15e méridien ouest est le méridien joignant les points de la surface de la Terre dont la longitude est égale à 15° ouest.

## Géographie

### Dimensions
Comme tous les autres méridiens, la longueur du 15e méridien correspond à une demi-circonférence terrestre, soit 20 003,932 km. Au niveau de l'équateur, il est distant du méridien de Greenwich de 1 670 km,.
Avec le 165e méridien est, il forme un grand cercle passant par les pôles géographiques terrestres.

### Régions traversées
n commençant par le pôle Nord et descendant vers le sud au pôle Sud, Le 15e méridien ouest passe par:
| Coordonnées          | Pays, territoire ou mer | Notes                                              |
| -------------------- | ----------------------- | -------------------------------------------------- |
| 90° 00′ N, 15° 00′ O | Océan Arctique          |                                                    |
| 81° 55′ N, 15° 00′ O | Groenland               |                                                    |
| 80° 44′ N, 15° 00′ O | Océan Atlantique        | Mer du Groenland                                   |
| 66° 21′ N, 15° 00′ O | Islande                 |                                                    |
| 64° 14′ N, 15° 00′ O | Océan Atlantique        |                                                    |
| 24° 35′ N, 15° 00′ O | Sahara Occidental       | Revendiqué par le Maroc                            |
| 21° 20′ N, 15° 00′ O | Mauritanie              |                                                    |
| 16° 41′ N, 15° 00′ O | Sénégal                 |                                                    |
| 13° 48′ N, 15° 00′ O | Gambie                  |                                                    |
| 13° 29′ N, 15° 00′ O | Sénégal                 |                                                    |
| 12° 41′ N, 15° 00′ O | Guinée-Bissau           |                                                    |
| 10° 57′ N, 15° 00′ O | Guinée                  | Île Katchek                                        |
| 10° 46′ N, 15° 00′ O | Océan Atlantique        |                                                    |
| 60° 00′ S, 15° 00′ O | Océan Austral           |                                                    |
| 72° 04′ S, 15° 00′ O | Antarctique             | Terre de la Reine-Maud, revendiquée par la Norvège |